# 延辺事件
延辺事件(エンペンじけん、中国語:延边事件、朝鮮語:연변사건)は、朝鮮労働党の35号室が、東北三省の遼寧省、吉林省、黒竜江省の地方政府や、中国の公安や、中国軍の幹部を賄賂を渡し買収し、定期的に海外や中国国内の情報を入手していたことが、発覚・摘発された事件である。

## 事件の背景
金正日総書記は中国による「実用外交主義」に不信感を抱いており、ロシアの高麗人統一総連合会の人事で、中国側に集中させていた。それに加え統一戦線部や、対外連絡部の高官なども、本国から中国へ移動になっていた。

## 逮捕人数
統一戦線部や、対外連絡部、35号室等の人々から構成された工作員60人以上が国家安全部によって逮捕された。